# Network Control Program
 El Programa de Control de Xarxa (NCP-Network Control Program) va proporcionar les capes mitjanes de la pila de protocols que s'executaven als ordinadors host de l'ARPANET, el predecessor del modern Internet.
NCP precedit l'Protocol De Control De Transmissió (TCP) com a capa de transport protocol utilitzat durant els primers ARPANET. NCP va ser un simplex protocol que utilitzen els usuaris de correu electrònic les adreces establint connexions, per a totes les comunicacions. Un estrany i fins i tot port estaven reservades per a usuaris' capa d'aplicació aplicació o protocol. L'estandardització dels protocols TCP i UDP reduït la necessitat per a l'ús de dos simplex ports per a cada aplicació a un dúplex port.:15

## Història
La prehistòria d'Internet es basa en una xarxa de caràcter militar creada pel Departament de Defensa dels Estats Units. El 29 d'octubre de 1969 arrencava a la UCLA (Universitat de Califòrnia a Los Angeles) el primer node d'aquesta xarxa, anomenada ARPANET. Però tècnicament el naixement d'Internet, es produí l'1 de gener de 1983, amb la primera xarxa de llarg abast (WAN) basada en tecnologia TCP/IP, posada en marxa per la National Science Foundation (NSF) dels EUA. L'any 1995, aquesta xarxa s'obrí als interessos comercials.
NCP va proporcionar connexions i control de flux entre processos que s'executen en diferents ordinadors host ARPANET. Els serveis d'aplicacions, com ara el correu electrònic de l'usuari i la transferència de fitxers, es van crear a sobre de NCP, utilitzant-lo per gestionar connexions amb altres ordinadors host.
Dins l'entorn ARPANET, els protocols de la capa física, la capa d'enllaç de dades i la capa de xarxa utilitzada a la xarxa es van implementar en processadors de missatges d'interfície (IMP) separats. L'amfitrió normalment es connecta a un IMP mitjançant un altre tipus d'interfície, amb diferents especificacions físiques, d'enllaç de dades i de capa de xarxa. Les capacitats de l'IMP van ser especificades pel Protocol Host/IMP a l' Informe BBN 1822 
Atès que la interfície IMP-amfitrió va proporcionar capes de protocol inferiors, NCP va proporcionar essencialment una capa de transport formada pel protocol ARPANET host-to-host (AHHP) i el protocol de connexió inicial (ICP). AHHP va definir procediments per transmetre un flux de dades unidireccional i controlat pel flux entre dos hosts. L'ICP va definir el procediment per establir un parell bidireccional d'aquests fluxos entre un parell de processos host. Els protocols d'aplicació (per exemple, FTP) accedien als serveis de xarxa mitjançant una interfície a la capa superior del NCP, un precursor de la interfície de sockets de Berkeley.
Stephen D. Crocker, aleshores estudiant de postgrau a UCLA, va formar i va dirigir el Network Working Group (NWG) i va dirigir específicament el desenvolupament de NCP. Altres participants del NWG van desenvolupar protocols a nivell d'aplicació com TELNET, FTP, SMTP, entre d'altres.
Internet com a mitjà de comunicació es va començar a generalitzar en els països desenvolupats a mitjans dels anys 90. En gran part, Internet l'han anat fent els «internautes», tot creant serveis majoritàriament gratuïts. De tota manera, des de finals dels anys 90, els serveis de pagament i el comerç electrònic hi tenen una presència cada vegada més gran.

## Transició a TCP/IP
L'1 de gener de 1983, en el que es coneix com un dia de la bandera, NCP va quedar oficialment obsolet quan ARPANET va canviar els seus protocols de xarxa bàsics de NCP a la suite de protocols TCP/IP més flexible i potent, marcant l'inici de la Internet moderna.
Durant la dècada del 1990, la xarxa guanyà en densitat. L'agost de 1991, el CERN publicà el projecte World Wide Web, i dos anys després Tim Berners-Lee inicià la creació de l'HTML i HTTP. L'any 1993 el Centre nacional per aplicacions de supercomputació de la Universitat d'Illinois desenvolupà el primer navegador web, el Mosaic en la seva versió 1.0.

## Protocols complementaris
Alguns protocols que van competir o substituir al NCP:
- TCP
- ARPANET
- TCP
- UDP
- TELNET
- FTP
- SMTP